# Carsula tenera
Carsula tenera är en insektsart som beskrevs av Brunner von Wattenwyl 1893. Carsula tenera ingår i släktet Carsula och familjen gräshoppor. Inga underarter finns listade i Catalogue of Life.